# Doux
Doux Group成立于1955年，总部位于法国沙托兰，是法国一家从事工业化家禽生产的食品加工企业，該公司主要出口以家禽为主的加工产品。2014年，它被列为欧洲最大的家禽生产商，也是世界第三大家禽生产商。